# フラッシュバルブ (栓)
フラッシュバルブ（英：Flush valve）は、水などの流体における圧力・流量の出力を制御するバルブの一つで、バルブ操作後、内部に仕込まれたピストンバルブの昇降動作によって、一定量、一定時間（約10秒）水が流れて自動的に止まる機能を持つ自閉式のバルブで、主に水洗便器に洗浄水を供給する機器として使用される。このためにフラッシュバルブの末端は給水洗浄管を介して水洗便器に繋がっている。

## 主な用途

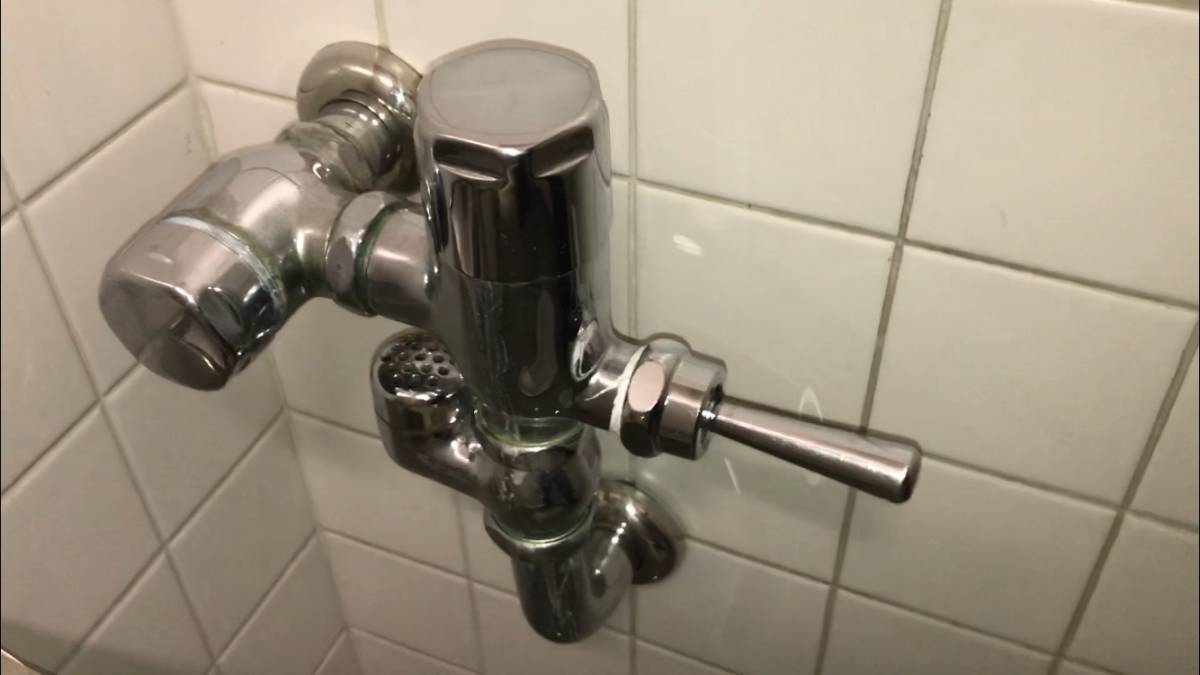
手動フラッシュバルブ

水洗式便所での便器への給水方式の1つで、フラッシュバルブは洗浄給水管を介して水洗便器に繋げられて、便器に供給する洗浄水の水圧力や流量などの流水（水流）の出力を制御するバルブとして使用される。
高水圧の水道管に直接取り付けられたバルブであり、タンクが不要のため、省スペースでの設置が可能、瞬間的に高水圧（強い水勢）水を吐出して便器洗浄が出来ることから便器の詰まりや汚物付着や尿素からの黄ばみ、尿石の付着も少なく、連続使用が可能という利点があるため、デパート、ホテル、オフィス、複合商業施設、駅などの商業施設や工場、複合ビル、あるいは学校、病院、公園など不特定多数の人が利用する非住宅の水洗便所で多用されている。
しかし25A以上の給水管径が必要で、使用水量は約2.5L/sと大水量であり、給水圧力が0.07MPaより低いと正常に作動しないため、住宅での採用は少ない。多くは、屋上などに受水槽からの高置水槽を設置し給水管径と水圧を確保できる集合住宅や寮、社宅、官舎、鉄筋コンクリート造の店舗兼住宅に採用される。例外的に給水管・給水圧力が確保された一部の戸建住宅に採用されることがある。また、25A以上の給水管を要しない完全な水洗式の小便器や簡易水洗便器（小便器を含む）の場合は、住宅であってもフラッシュバルブを用いることがある。
また給水圧力が0.07MPaを満たさない場合でもブースターポンプ（直結増圧式給水装置）を設置することでトイレの洗浄をフラッシュバルブ給水化されることもある。